# Слейкплат
Слейкплат (нід. Slijkplaat) — селище в нідерландській провінції Зеландія. Входить до муніципалітету Сльойс.
Його площа становить 6,93 км².